# Пайн-Маунтен-Лейк (Каліфорнія)
Пайн-Маунтен-Лейк (англ. Pine Mountain Lake) — переписна місцевість (CDP) в США, в окрузі Туолемі штату Каліфорнія. Населення — 2636 осіб (2020).

## Географія
Пайн-Маунтен-Лейк розташований за координатами 37°51′34″ пн. ш. 120°10′54″ зх. д. / 37.85944° пн. ш. 120.18167° зх. д. (37.859540, -120.181662).  За даними Бюро перепису населення США в 2010 році переписна місцевість мала площу 49,86 км², з яких 49,14 км² — суходіл та 0,73 км² — водойми.

## Демографія
Згідно з переписом 2010 року, у переписній місцевості мешкало 2796 осіб у 1346 домогосподарствах у складі 904 родин. Густота населення становила 56 осіб/км².  Було 3048 помешкань (61/км²).
Расовий склад населення:
| - 92,8 % — білих - 0,9 % — корінних американців - 0,9 % — азіатів - 0,6 % — чорних або афроамериканців - 0,3 % — вихідців з тихоокеанських островів |

До двох чи більше рас належало 3,8 %. Частка іспаномовних становила 6,5 % від усіх жителів.
За віковим діапазоном населення розподілялося таким чином: 13,3 % — особи молодші 18 років, 50,4 % — особи у віці 18—64 років, 36,3 % — особи у віці 65 років та старші. Медіана віку мешканця становила 60,0 року. На 100 осіб жіночої статі у переписній місцевості припадало 94,6 чоловіків;  на 100 жінок у віці від 18 років та старших — 95,8 чоловіків також старших 18 років.
Середній дохід на одне домашнє господарство  становив 72 295 доларів США (медіана — 53 964), а середній дохід на одну сім'ю — 79 113 долари (медіана — 61 563). За межею бідності перебувало 10,2 % осіб, у тому числі 3,2 % дітей у віці до 18 років та 5,7 % осіб у віці 65 років та старших.
Цивільне працевлаштоване населення становило 960 осіб. Основні галузі зайнятості: мистецтво, розваги та відпочинок — 20,1 %, освіта, охорона здоров'я та соціальна допомога — 13,5 %, науковці, спеціалісти, менеджери — 12,4 %.